# Bieganowo (województwo kujawsko-pomorskie)
Bieganowo – wieś w Polsce, położona w województwie kujawsko-pomorskim, w powiecie radziejowskim, w gminie Radziejów.
Wieś królewska, położona w II połowie XVI wieku w powiecie radziejowskim województwa brzeskokujawskiego, należała do starostwa radziejowskiego. W latach 1975–1998 miejscowość administracyjnie należała do województwa włocławskiego. Wieś sołecka – zobacz jednostki pomocnicze gminy Radziejów w BIP.

## Integralne części wsi
| SIMC    | Nazwa             | Rodzaj    |
| ------- | ----------------- | --------- |
| 0867970 | Łany Wybranieckie | część wsi |

## Demografia
Według Narodowego Spisu Powszechnego (III 2011 r.) wieś liczyła 316 mieszkańców. Jest piątą co do wielkości miejscowością gminy Radziejów.

## Historia
Dobra Bieganowo, leżące w Prusach Południowych nadane zostały w latach 1796-1797 generałowi porucznikowi von Bischofswerder. W 1943 okupanci niemieccy wprowadzili dla miejscowości nazwę okupacyjną Biegenau, która obowiązywała do zakończenia wojny.